# 新月 (駆逐艦)
新月（にいづき）は、日本海軍が太平洋戦争で運用した駆逐艦。秋月型駆逐艦の5番艦である。艦名は新月（しんげつ）の訓読みで、朔のあと初めて夕方に見える月をいう

## 概要
三菱長崎造船所で、1941年（昭和16年）12月から1943年（昭和18年）3月にかけて建造された。竣工後は訓練部隊の第十一水雷戦隊に所属し、日本本土で訓練や護衛任務に従事した。
当時の日本海軍は、第八艦隊に旗艦設備を備えた秋月型駆逐艦を配備する予定であった。「新月」は第八艦隊に編入され、6月中旬にソロモン諸島へ進出する。7月初旬からのニュージョージア島の戦いでは、輸送作戦や襲撃作戦に従事する。外南洋部隊増援部隊旗艦（指揮官秋山輝男第三水雷戦隊司令官）として輸送作戦に従事中の7月5日、クラ湾夜戦にて撃沈された。第三水雷戦隊司令部も全滅した（秋山司令官戦死）。「新月」は竣工から3ヶ月強で戦没となり、これは秋月型で最も短い。

## 艦歴

### 竣工まで
1939年（昭和14年）度計画（④計画）仮称108号艦。当時の三菱長崎造船所では、戦艦「武蔵」進水後の船台で、秋月型駆逐艦を並べて建造していた。
太平洋戦争開戦日の1941年（昭和16年）12月8日、「新月」は起工した。
1942年（昭和17年）5月15日、軽巡洋艦「能代」や島風型駆逐艦「島風」と共に艦名が与えられ、同日附で秋月型駆逐艦として類別される。6月29日に進水した。
1943年（昭和18年）2月20日、日本海軍は金田清之中佐（駆逐艦「長月」および「菊月」駆逐艦長、駆逐艦「時雨」駆逐艦長等を歴任。駆逐艦「早潮」沈没時駆逐艦長）を、新月艤装員長に任命した。
2月23日、長崎海軍監督官事務所の「新月」艤装員事務所は事務を開始する。
それから間もない3月31日、「新月」は竣工し、同日附で艤装員事務所は撤去された。金田艤装員長も制式に駆逐艦長（初代）となり、同日附で「新月」は横須賀鎮守府籍となる。第一艦隊附属。

### 第十一水雷戦隊
1943年（昭和18年）4月1日、新造艦の訓練を目的とする第十一水雷戦隊が編成された。「新月」は同隊に編入の上、瀬戸内海に回航された。内海西部で、軽巡「龍田」と共に訓練に従事した。
4月下旬、「新月」は駆逐艦「浜風」（第17駆逐隊）とともに航空戦艦に改装予定の戦艦「日向」を佐世保まで護衛することになった。4月28日、「日向」「新月」「浜風」は内海西部を出発。4月29日、佐世保に到着した。
5月上旬、「新月」は新鋭軽巡「大淀」や第五十航空戦隊（鳳翔、龍鳳）と共に内海西部にあった。
5月9日から14日まで、「新月」は第十一水雷戦隊の臨時旗艦を務めた。
5月12日、アメリカ軍がアッツ島に来襲してアッツ島の戦いが生起する。
5月14日付で、「新月」、重巡洋艦「最上」は機動部隊（指揮官小沢治三郎第三艦隊司令長官）に編入
5月下旬、「新月」は連合艦隊主力艦艇（武蔵、瑞鶴、翔鶴、瑞鳳、飛鷹、金剛、榛名、阿賀野、大淀）等と共に、北方作戦（アリューシャン方面の戦い）に備えて横須賀で待機する。
だが5月29日（報告30日）、アッツ島守備隊（指揮官山崎保代陸軍大佐）は玉砕した。有力な米水上部隊の不在、燃料不足、守備隊玉砕という観点より、機動部隊の北方作戦参加は中止された。各艦・各部隊は横須賀を経由して内海西部へ移動する。秋月型3隻（涼月、初月、新月）と第27駆逐隊（時雨、有明、夕暮）も、第一航空戦隊（瑞鶴、翔鶴、瑞鳳）と巡洋艦2隻（最上、大淀）を護衛して内海西部に移動した。

### ニュージョージア島の戦い
5月30日（6月1日附）で、「新月」は第八艦隊（司令長官鮫島具重中将）に配属される。同時にラバウルへの早期進出を下令された。当時の日本海軍（軍令部、連合艦隊）は、第八艦隊の巡洋艦戦隊の対空火力を懸念し、とりあえず軽巡洋艦「夕張」を旗艦にした上で「将来旗艦施設を有する月型駆逐艦の編入を考慮す」としていた。
6月5日、秋月型6番艦「若月」が内海西部に到着、「新月」と合流した。当時の「新月」では人事異動があり、堀内康市中尉（新月水雷長）は横須賀鎮守府附。修理中の駆逐艦「満潮」水雷長の石河秀夫中尉が新たな水雷長となる。機関長も本田仁一大尉から斎藤勇雄大尉（当時、駆逐艦「大波」機関長）に交代した。
6月16日、第三戦隊司令官栗田健男中将の指揮下、第三戦隊（金剛、榛名）、第七戦隊（熊野、鈴谷）、空母3隻（龍鳳、雲鷹、沖鷹）、軽巡「五十鈴」、駆逐艦部隊という戦力で横須賀を出港、6月21日トラック泊地に到着した。
6月23日、第七戦隊司令官西村祥治少将は「熊野」「鈴谷」「新月」「涼風」「有明」をひきいてラバウルへの輸送任務を実施した。6月25日にラバウル到着後、「新月」は最前線に残り、他の艦艇はトラック泊地に戻った。
この頃、ムンダの占領を目指していたアメリカ軍は、ムンダ攻略に先立ってまず6月30日に約6,000名の陸兵と海兵隊をニュージョージア諸島レンドバ島に上陸させ、同島を確保した。日本軍の航空攻撃を撃退したアメリカ軍は早くも榴弾砲を設置し、ムンダの飛行場に対する砲撃を開始した。この事態を受けて第三水雷戦隊司令官（司令官秋山輝男少将）は「新月」に乗艦して将旗を掲げ、「新月」は新しい第三水雷戦隊旗艦となった。
連合軍の新攻勢に対し、南東方面の日本海軍最高指揮官である南東方面部隊指揮官草鹿任一中将（南東方面艦隊司令長官兼第十一航空艦隊司令長官）は指揮下各部隊に、現戦線の死守と敵撃滅を電令した（機密第301735番電）。南東方面部隊隷下の外南洋部隊（指揮官鮫島具重中将、第八艦隊司令長官）は、指揮下駆逐艦によるレンドバ島突入を企図した。外南洋部隊増援部隊指揮官（三水戦司令官秋山輝男少将）は直率部隊（旗艦〈新月〉、第30駆逐隊〈望月〉、駆逐艦皐月、夕凪）を率いて6月30日9時30分ラバウルを出撃、第11駆逐隊司令杉野修一大佐指揮下の先行部隊（第11駆逐隊〈天霧、初雪〉、第22駆逐隊〈長月、水無月〉、駆逐艦「三日月」）はブインを出撃し、レンドバ島沖にいると思われる船団の撃滅と、レンドバ島に上陸したアメリカ海兵隊への攻撃を策した。7月1日午前零時レンドバ島西方に到達したが、天候不良により連合軍と会敵できず帰投した。
7月2日23時～3日午前1時、秋山司令官は突撃隊（旗艦〈新月〉、第11駆逐隊〈天霧、初雪〉、第22駆逐隊〈長月、皐月〉、第30駆逐隊〈望月〉）、陽動隊（軽巡〈夕張〉、駆逐艦〈夕凪、三日月〉）を率いてレンドバ島沖合に進出する。突撃隊は2日夜にレンドバ島沖に到達して米魚雷艇（PT-156、PT-157、PT-161）と交戦するなどし、一部が陸上砲撃を行い引き揚げた。米魚雷艇は魚雷合計6本を発射したが外れ、その後逃走している。

### クラ湾夜戦
7月4日、コロンバンガラ島への輸送任務のため第一回輸送隊（指揮官金岡国三第22駆逐隊司令：第22駆逐隊〈長月、皐月〉、新月、夕凪）と、7月5日出撃予定の第二回輸送隊（第11駆逐隊〈天霧、初雪〉、第30駆逐隊〈望月、三日月〉）が編成され、第一回輸送隊はブインを出撃する。4日深夜、クラ湾に差し掛かったところで、ニュージョージア島バイロコに対して艦砲射撃中の第36.1任務群（ヴォールデン・L・エインスワース少将）を発見した。日本側は輸送任務を断念し、第36.1任務群に対して魚雷攻撃を敢行（長月6本、新月4本、夕凪4本）、敵巡洋艦1隻・駆逐艦1隻撃沈を記録した。魚雷は駆逐艦「ストロング (USS Strong, DD-467) 」に命中し、「ストロング」は魚雷命中と陸上からの反撃で沈没した。
7月4日のコロンバンガラ島への輸送作戦は中止されたが、アメリカ軍の攻勢を食い止めるため、間を置かずコロンバンガラ島への再度の輸送作戦が立てられた。秋山少将は作戦に第二水雷戦隊や第十戦隊などからの応援艦を加え、さらに元三水戦旗艦の「夕張」も参加する予定だった。だが「夕張」はショートランドに入泊の際、磁気機雷に触雷して損傷し、作戦から除外された。支援隊（新月〈第三水雷戦隊旗艦〉、涼風〈第24駆逐隊司令中原義一郎大佐〉、谷風〈第17駆逐隊〉）・第一次輸送隊（第30駆逐隊司令折田常雄中佐：望月、三日月、浜風）・第二次輸送隊（第11駆逐隊司令杉野修一大佐：天霧、初雪、長月、皐月）という編成であった。ショートランド泊地で出撃準備中にも連合軍機の空襲があり、秋月型駆逐艦は対空砲火で連合軍重爆数機を一挙に撃墜したという。
7月5日17時35分、外南洋部隊増援部隊指揮官（第三水雷戦隊司令官秋山輝男海軍少将）に率いられた支援隊はブインを出撃する。コロンバンガラ島北方で輸送隊を分離後、付近海域の警戒を開始する。一方、前夜に一矢報いられた第36.1任務群はストロングの乗組員を救助してガダルカナル島沖に引き返したが、ウィリアム・ハルゼー大将から別の「東京急行」の出発を知らされクラ湾に急行した。 
「谷風」水雷長によれば、当夜はスコールが激しかったという。
23時5分、「新月」は電波探知機で左舷方向に敵艦隊と思しき艦影を探知。クラ湾を南下したあとの23時18分、支援隊（新月、谷風、涼風）はUターンして北上コースをとった。
第36.1任務群も23時36分に任務群旗艦の軽巡「ホノルル (USS Honolulu, CL-48) 」がレーダーで複数の目標を探知した。エインスワース少将は、まず砲撃を行って混乱させてから雷撃を行う戦法を採った。23時46 - 48分、支援隊は右舷方向に巡洋艦を含む米艦隊を発見する。ちょうどスコールが晴れた頃だった。
23時52分、秋山少将は指揮下の全駆逐艦に全軍集結を下令し、第36.1任務群に対して魚雷戦に持ち込もうとした。しかし、攻撃は第36.1任務群に遅れをとった。23時56分、第36.1任務群の「ホノルル」「ヘレナ  (USS Helena, CL-50) 」および「セントルイス (USS St. Louis, CL-49) 」は6,300 ｍで射撃を開始、初弾から「新月」に15センチ砲弾を命中させた。「新月」では舵が故障し、火災が発生した。艦橋にも命中弾があり、反撃もしなかった。7月6日0時11分に「我速力26ノット」を報告。このあと西方へ漂流して消息を絶ち、「新月」は沈没と認定された。駆逐艦長・金田清之中佐以下290名が戦死。秋山少将以下第三水雷戦隊司令部も全滅した。「新月」の最後の詳細は現在も不明である。
一方、米艦隊はレーダーに映った最も大きな目標（新月）だけを目標としたため、数の利を生かせなかった。第36.1任務群は「新月」に対して7分間も射撃を続行、00時3分に右反転制動を行ったとき、第24駆逐隊司令中原義一郎中佐（「涼風」座乗）指揮下の日本艦隊（谷風、涼風）から発射された酸素魚雷が米艦隊に到達、魚雷3本が命中した「ヘレナ」は轟沈した。それでも米艦隊は支援隊（谷風、涼風）に何発かの命中弾を与えて損傷を負わせた。また日本軍の輸送作戦はおおむね成功したものの、第二次輸送隊の「長月」はコロンバンガラ島に座礁して行動不能となり、昼間の空襲で失われた。
同年9月10日、「新月」は秋月型駆逐艦、帝国駆逐艦籍より除籍された。

### 残骸の発見
2019年1月に調査船「ペトレル (RV Petrel) 」がクラ湾の端の745 mの海底に「新月」の残骸を発見し、4月に映像を公開した。砲撃を受けたため全体の損傷は酷いものの、水平に近い状態で沈んでいたため前部マストと主砲の長10センチ高角砲は状態良く残っている。

## 歴代艦長
※#艦長たちの軍艦史, 356-357頁による。

### 艤装員長
1. 金田清之 中佐：1943年2月20日[27] -

### 駆逐艦長
1. 金田清之 中佐：1943年3月31日[32] - 7月6日戦死、同日附で海軍大佐[127]